# کاکلیتسا
کاکلیتسا (به بلغاری: Kaklitsa) یک منطقهٔ مسکونی در بلغارستان است که در شهرستان کروموفگراد واقع شده‌است.